# Quapaw
Quapaw, o arkansas és una llengua siouan parlada pels quapaws, originalment d'una regió a l'actual estat d'Arkansas, en la desembocadura del riu del mateix nom. També és parlat a Oklahoma. És molt similar a les altres llengües dhegiha: kansa, omaha–ponca i osage.

## Documentació escrita
El quapaw està ben documentat en les notes de camp i publicacions de molts individus, incloent en 1827 per George Izard, 1882 per Lewis F. Hadley, del lingüista del segle xix James Owen Dorsey, en 1940 per Frank T. Siebert, i en la dècada de 1970 per Robert Rankin.

## Revitalització
Ardina Moore ensenya la llengua quapaw a membres de la tribu. Pel 2012 hi ha disponibles online i en DVD lliçons de llengua quapaw.
Un lèxic d'àudio online de llengua quapaw està disponible al lloc web allotjat per la tribu per ajudar a estudiants de l'idioma. 

La II Trobada Anyal Dhegiha de 2012 va portar parlants de kansa, quapaw, osage, ponca i omaha junts per compartir les millors pràctiques en la revitalització de la llengua.